# Aquilonismo
L'aquilonismo è una pratica sportiva che consiste nel far volare una struttura più pesante dell'aria chiamata aquilone, fatta di materiali leggeri come carta velina, cotone, seta, tessuti o fibre moderne (nylon, dacron, mylar, rip-stop, Cuben), guidandone il volo da terra tramite uno o più cavi.
Esistono diversi tipi di aquilone:
- Gli aquiloni classici / statici delle più disparate forme, (più comunemente romboidali e con una coda piuttosto lunga), sono collegati a terra da un unico filo di ritenuta, (lunga fino ad anche 200 metri).

Un aquilone di questo tipo venne usato nel XVIII secolo per inventare il parafulmine.
Tra questi vanno evidenziati gli aquiloni orientali sono i più fantasiosi, disegnati a colori vivaci e con forme molto elaborate, possono essere aquiloni molto grandi, alcuni in grado di sollevare l'aquilonista.
- Gli aquiloni combattenti, sono aquiloni di origine orientale ad un singolo cavo di ritenuta, che contrariamente agli aquiloni statici possono eseguire delle evoluzioni a seconda della trazione esercitata sul cavo di ritenuta.
- Gli aquiloni acrobatici sono aquiloni che si controllano con due o più cavi, generalmente di una lunghezza compresa tra 20 e 45 metri, con i quali si possono compiere evoluzioni su 2 o sui 3 assi dimensionali; le evoluzioni bidimensionali si definiscono "figure" e le evoluzioni tridimensionali si definiscono "tricks".
- Gli aquiloni da trazione sono formati da un'ala o aquilone, governato tipicamente grazie a 2, 3 o 4 cavi ed eventualmente da una barra di controllo o tramite maniglie per farsi trainare.

Applicando questa trazione ad una tavola simile a quella da surf è esploso il kitesurfing o kiteboarding.
Usando l'aquilone sullo snowboard o sugli sci si parla di snowkiting e skikiting rispettivamente, su dei leggeri kart a tre ruote di kitebugging o su speciali skateboard di landboarding, e non solo.
In generale quindi ogni sport che sfrutta la trazione di un aquilone fa parte dell'aquilonismo da trazione.